# Rothmans Canadian Open 1974
Rothmans Canadian Open 1974 — тенісний турнір, що проходив на відкритих кортах з ґрунтовим покриттям Toronto Cricket Skating and Curling Club у Торонто (Канада). Належав до чоловічого Commercial Union Assurance Grand Prix 1974 і жіночого Туру WTA 1974. Тривав з 12 серпня до 18 серпня 1974 року.

## Фінальна частина

### Одиночний розряд, чоловіки
Гільєрмо Вілас —  Мануель Орантес 6–4, 6–2, 6–3
- Для Віласа це був 5-й титул за сезон і 7-й - за кар'єру.

### Одиночний розряд, жінки
Кріс Еверт —  Джулі Гелдман 6–0, 6–3
- Для Еверт це був 16-й титул за сезон і 36-й — за кар'єру.

### Парний розряд, чоловіки
Мануель Орантес /  Гільєрмо Вілас —  Юрген Фассбендер /  Ганс-Юрген Поманн 6–1, 2–6, 6–2
- Для Орантеса це був 3-й титул за сезон і 23-й за кар'єру. Для Віласа це був 6-й титул за сезон і 8-й - за кар'єру.

### Парний розряд, жінки
Жель Шанфро /  Джулі Гелдман —  Кріс Еверт /  Джінн Еверт 6–3, 6–4
- Для Шанфро це був 1-й титул за рік і 1-й — за кар'єру. Для Гелдман це був 1-й титул за рік і 1-й — за кар'єру.